# Teruel
Teruel est une ville d'Espagne, chef-lieu de la province de Teruel, dans la communauté autonome d'Aragon.

## Géographie

### Situation
Teruel se trouve au centre-est de l'Espagne, dans la plus petite des trois provinces (avec Saragosse et Huesca) qui composent la communauté autonome d'Aragon. La commune s'étend sur 440,41 km2.
La ville est construite sur une colline, à environ 900 m d'altitude.

### Transports
- Aérodrome de Téruel

## Histoire
Teruel a été le lieu d'une des plus dures batailles de la guerre d'Espagne (du 15 décembre 1937 jusqu'au 22 février 1938). Remportée par le général Franco, elle marque un tournant décisif pour l'issue de la Guerre civile espagnole. La ville est fortement détruite lors des violents combats entre républicains et nationalistes.

## Politique et administration

### Liste des maires
| Mandat      | Maire                    | Parti | Parti |
| ----------- | ------------------------ | ----- | ----- |
| 1979-1987   | Ricardo Eced Sánchez     |       | PAR   |
| 1987-1991   | Javier Velasco Rodríguez |       | PSOE  |
| 1991-1995   | Ricardo Eced Sánchez     |       | PAR   |
| 1995-1999   | Luis Fernández Uriel     |       | PP    |
| 1999-2003   | Manuel Blasco Marqués    |       | PP    |
| 2003-2007   | Lucía Gómez García       |       | PSOE  |
| 2007-2011   | Miguel Ferrer Górriz     |       | PAR   |
| 2011-2016   | Manuel Blasco Marqués    |       | PP    |
| depuis 2016 | Emma Buj                 |       | PP    |

## Démographie
Parmi les capitales de provinces espagnoles, Teruel est la moins peuplée, avec une population en 2008 de 35 037 habitants. Elle a le plus faible pourcentage de jeunes entre 15 et 29 ans et au contraire le plus fort pourcentage de plus de 65 ans.
Pour la période 1900-1991, les données se réfèrent à la population réelle. Depuis 1996, les données sont extraites du nouveau système de gestion continue et informatisée des registres municipaux, coordonné par l'Institut national de la statistique.
| 1900   | 1910   | 1920   | 1930   | 1940   | 1950   | 1960   | 1970   | 1981   | 1991   | 2001   | 2005   | 2008   | 2009   | 2022   |
| ------ | ------ | ------ | ------ | ------ | ------ | ------ | ------ | ------ | ------ | ------ | ------ | ------ | ------ | ------ |
| 10 797 | 11 935 | 12 010 | 13 584 | 16 172 | 18 745 | 19 726 | 21 638 | 28 225 | 30 789 | 31 068 | 33 238 | 35 037 | 35 396 | 35 900 |

## Lieux et monuments
- La vieille ville de Teruel conserve un patrimoine médiéval des plus intéressants. La tour de la Cathédrale de Teruel, comme celles d'El Salvador, San Martín et San Pedro font partie d'un riche patrimoine architectural de style mudéjar qui est classé au Patrimoine mondial par l'Unesco.
- Le Mausolée des amants, construit par le sculpteur Juan de Ávalos (en) en 1955, abrite les gisants des amants de Teruel et leurs momies présumées.
- La ville possède des édifices art nouveau.
- La plaza del Torico (littéralement la place du petit taureau) porte l'emblème de la ville, le taureau à l'étoile. Dans le bas de la place se trouve une colonne sur laquelle est placé un taureau noir de petite taille.
- Les arènes, destinées aux courses de taureaux, ont été bâties en 1934 en style néo-mudéjar.

## Galerie

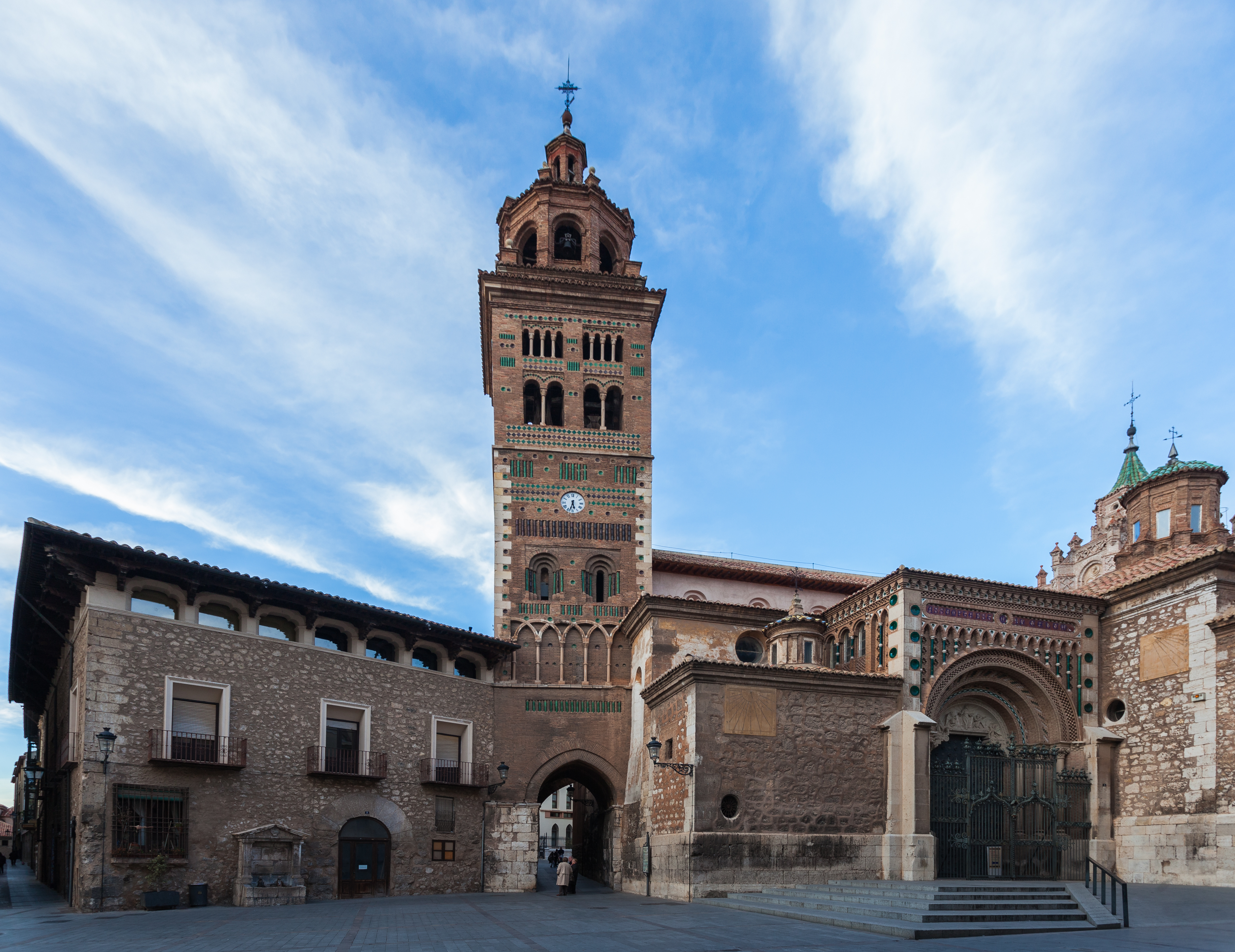
La cathédrale de Teruel.
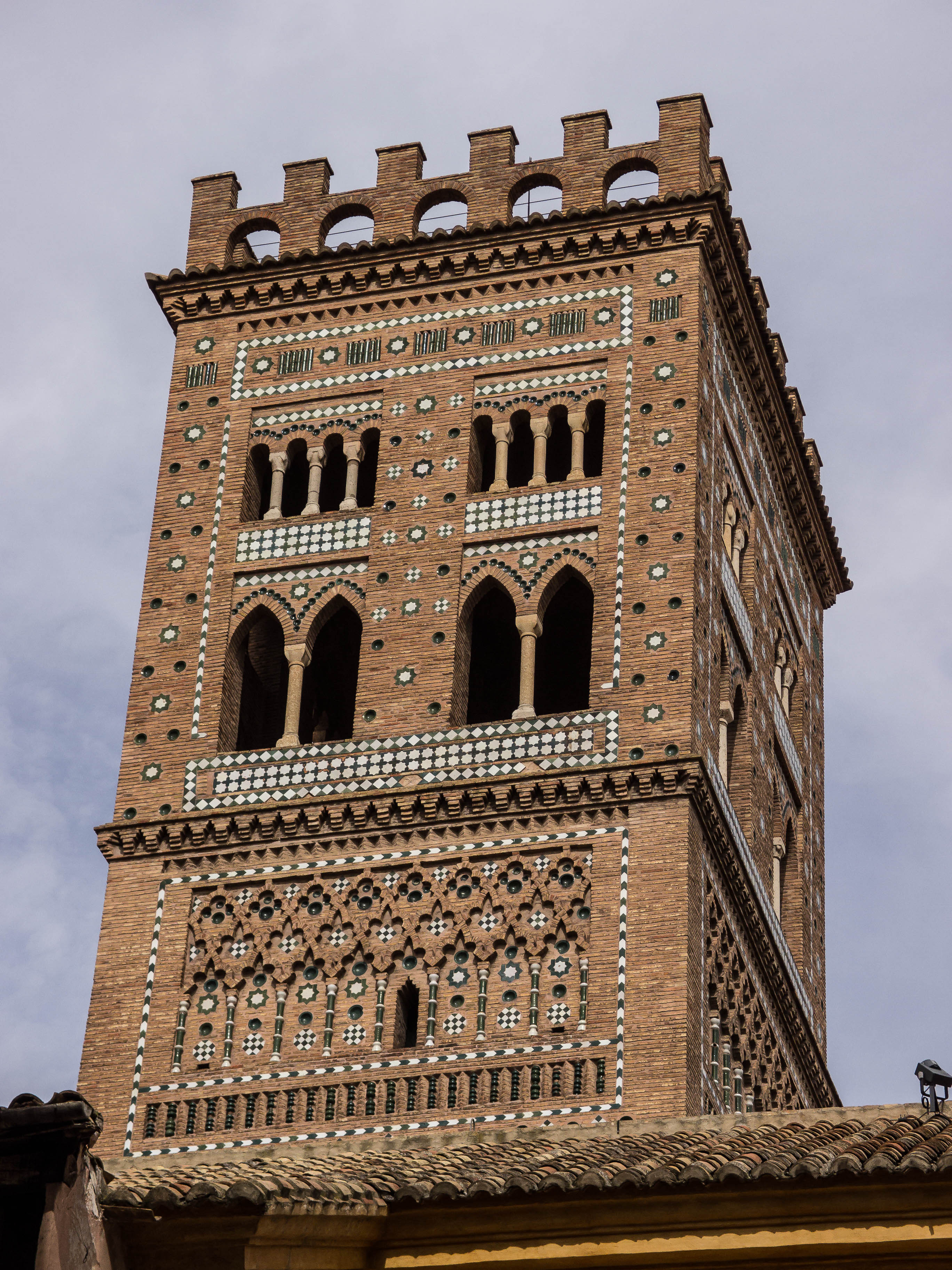
Tour de San Salvador.
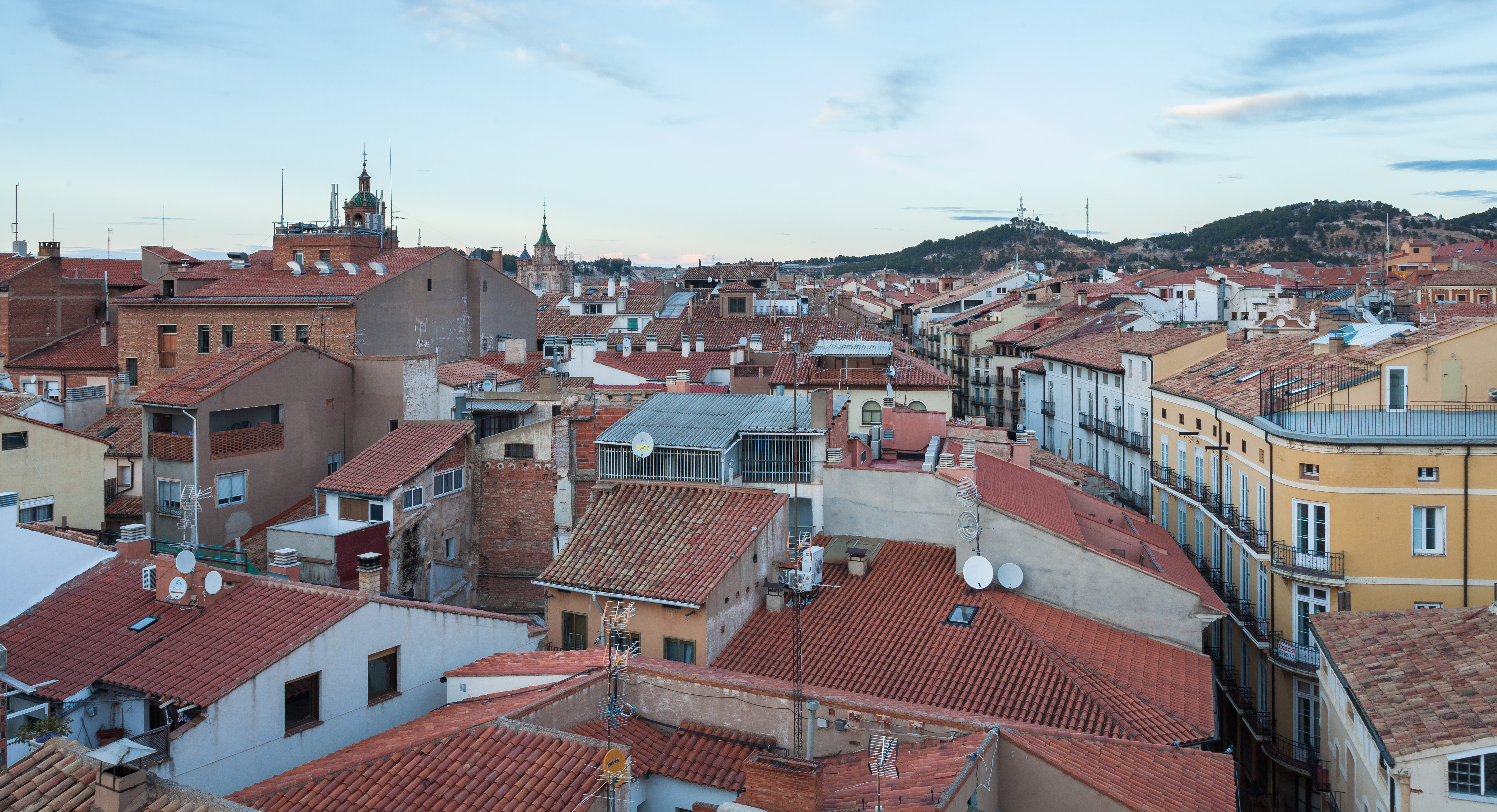
Teruel.
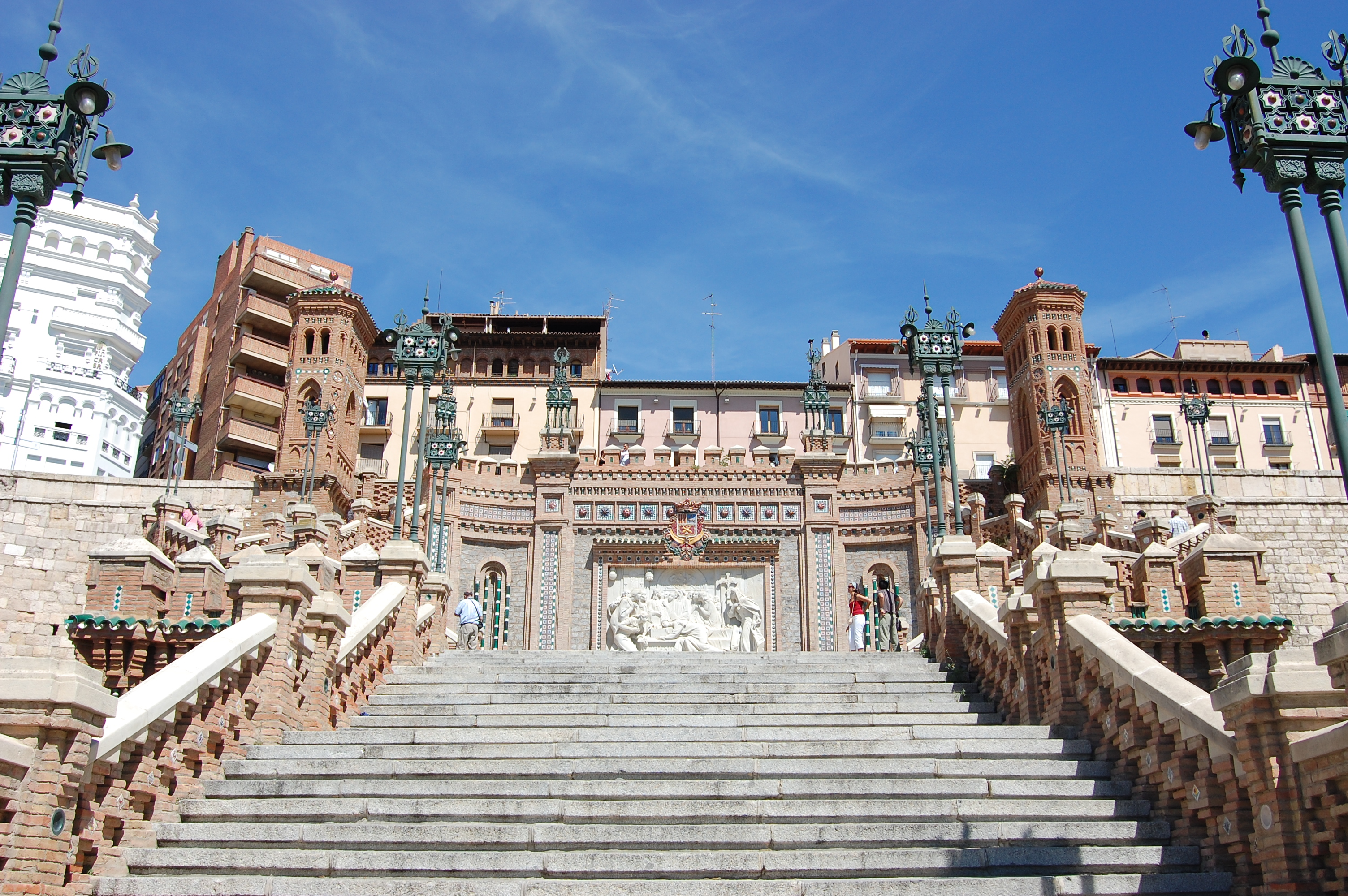
Escaliers.
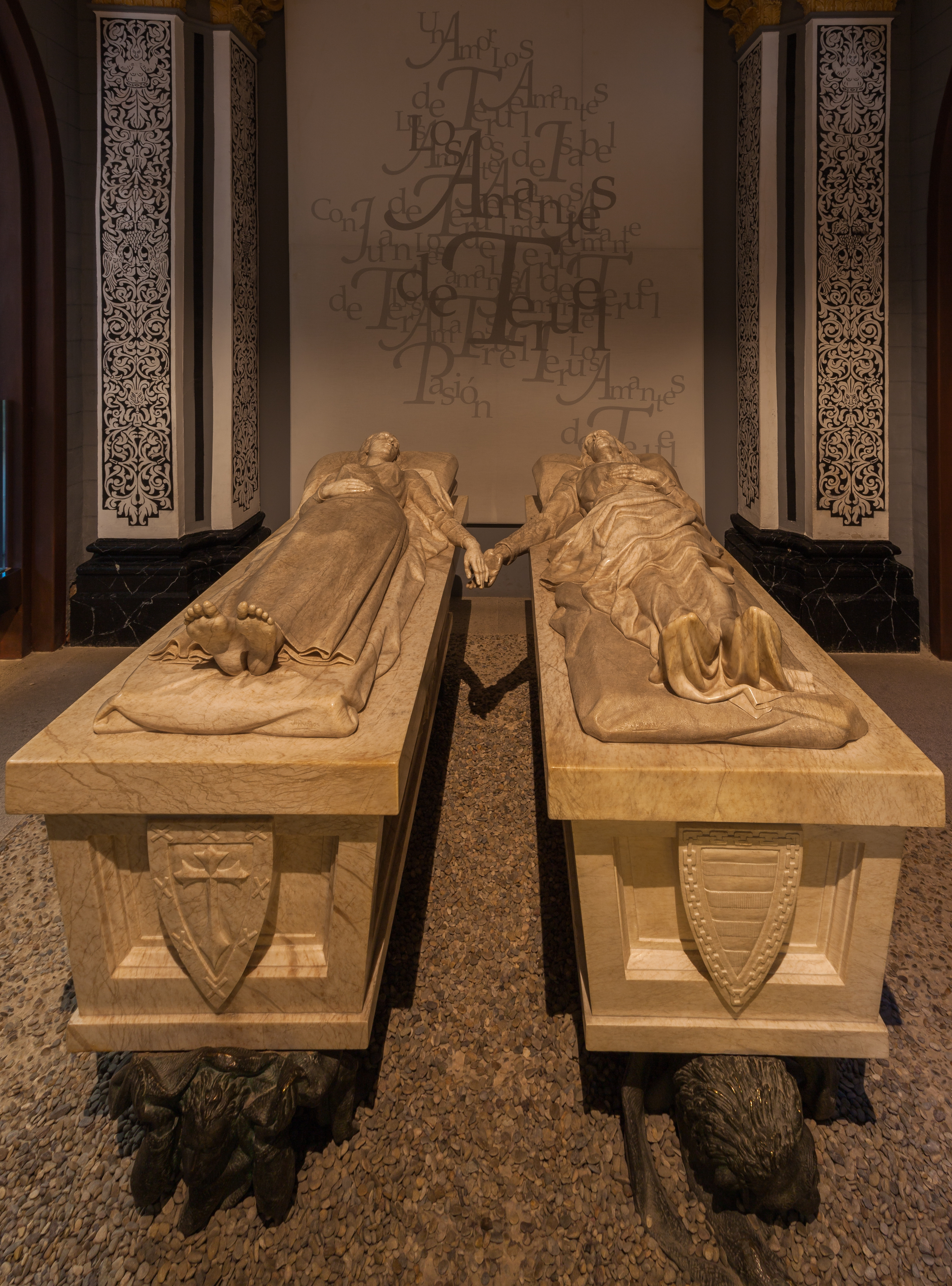
La tombe des amants de Teruel.
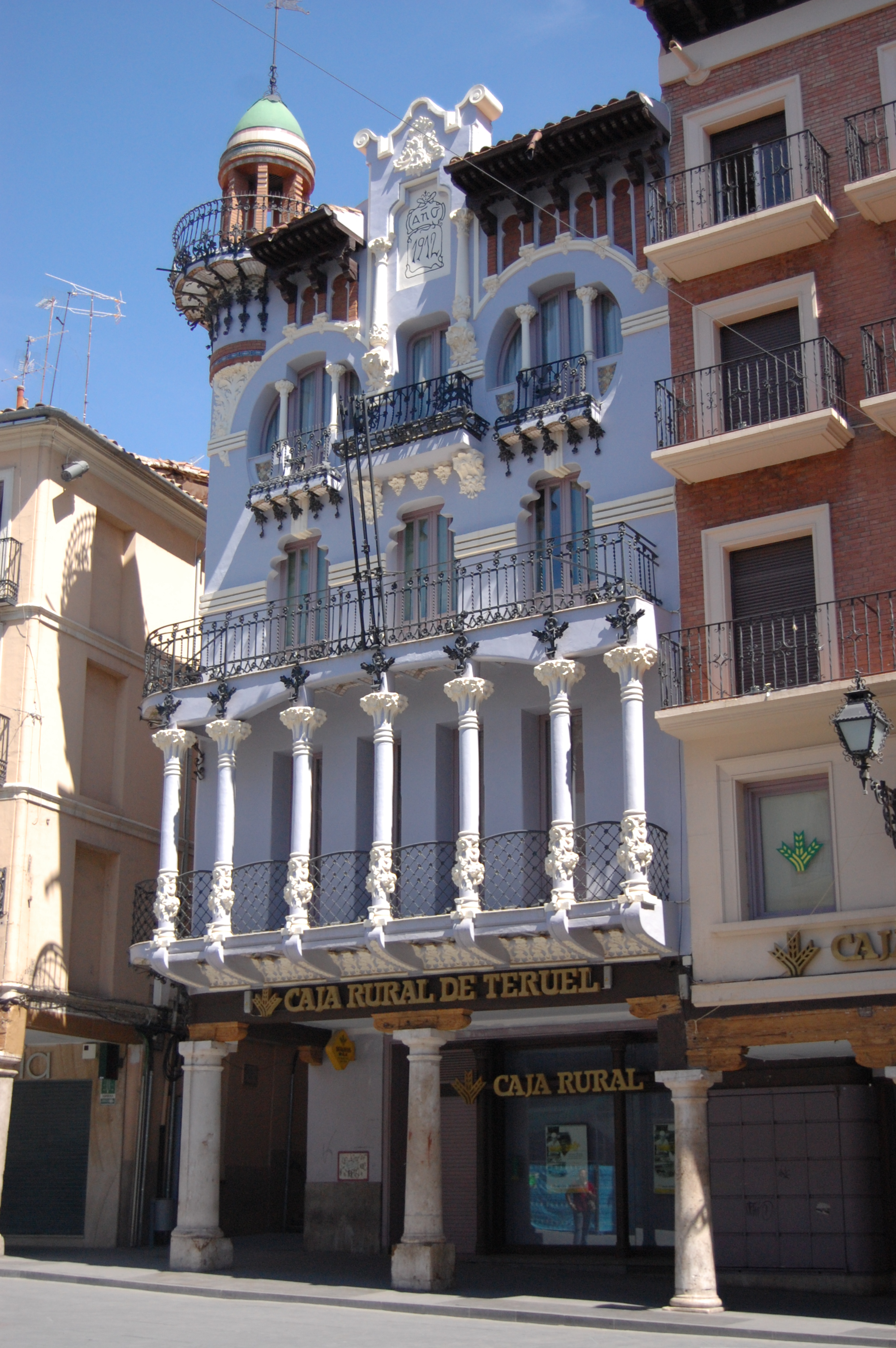
Casa el Torico.
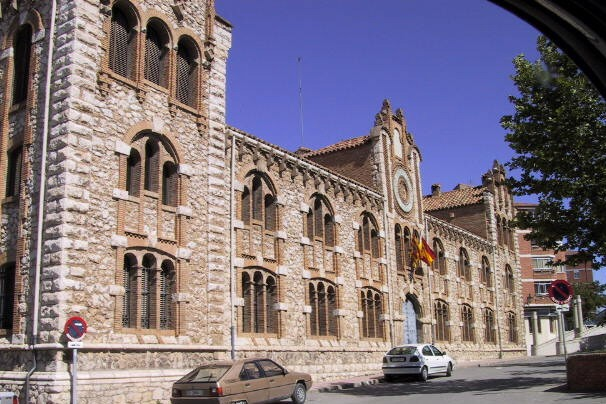
Un bâtiment administratif à Teruel.
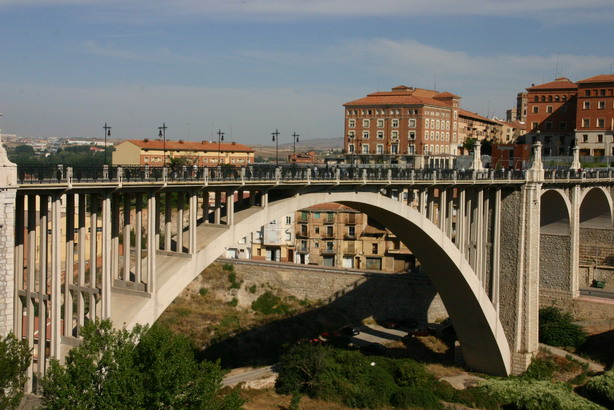
Le Viaduc Viejo.
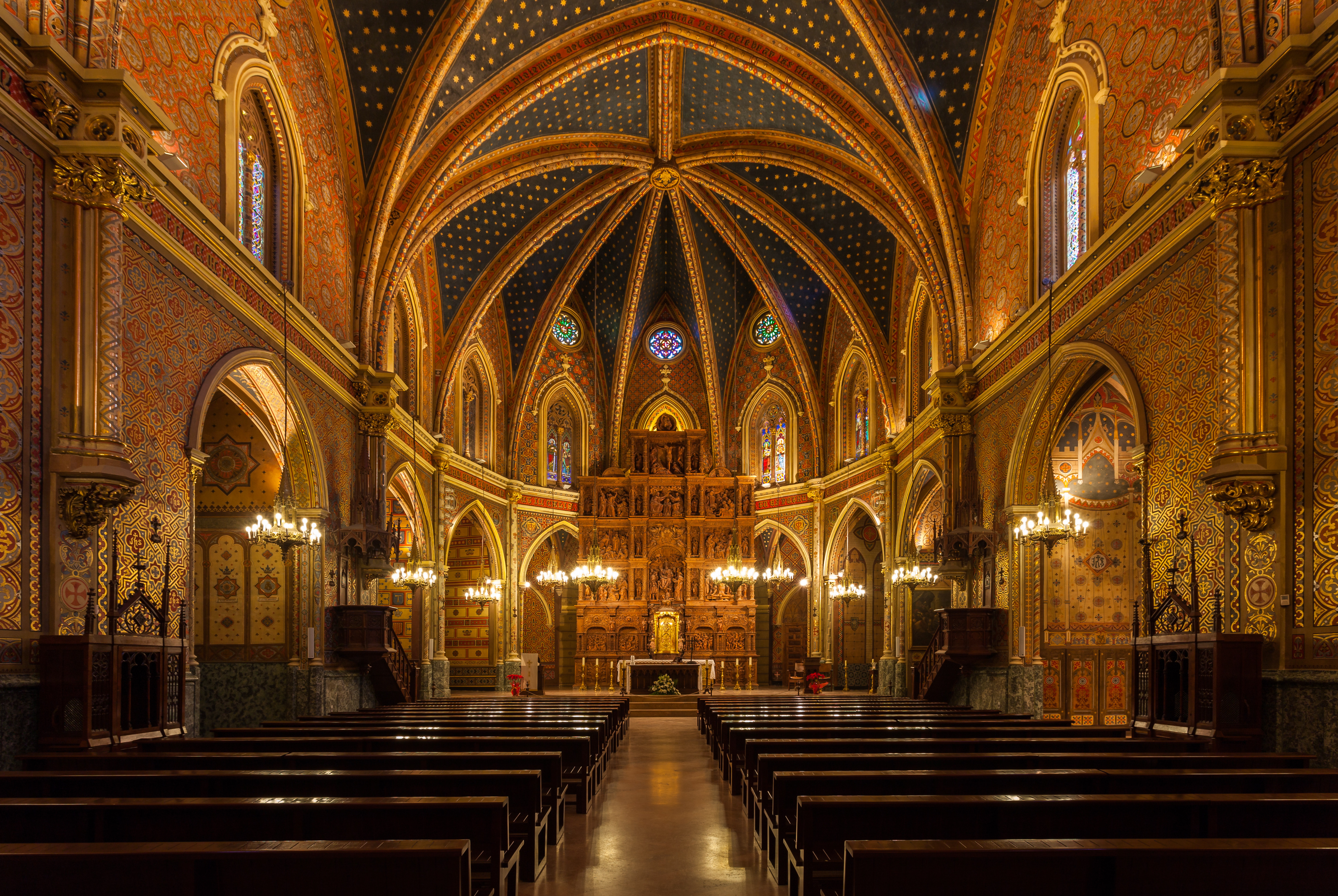
Intérieur de l'église San Pedro.

## Personnalités liées à Teruel
- Segundo de Chomón (1871-1929), réalisateur et producteur de cinéma franco-espagnol.
- Antón García Abril (1933-2021), compositeur espagnol.

## Légende
- Les Amants de Teruel, une histoire d'amour qui aurait eu lieu en 1217 dans la ville de Teruel (Aragon).